# Појнт Плејс (Луизијана)
Појнт Плејс (енгл. Point Place) насељено је место без административног статуса у америчкој савезној држави Луизијана.

## Демографија
По попису из 2010. године број становника је 400.
| Група             | 2000.    | 2010.       |
| Белци             | 0 (0,0%) | 224 (56,0%) |
| Афроамериканци    | 0 (0,0%) | 128 (32,0%) |
| Азијати           | 0 (0,0%) | 0 (0,0%)    |
| Хиспаноамериканци | 0 (0,0%) | 7 (1,8%)    |
| Укупно            | 0        | 400         |